# Braconídeos
Braconídeos (Braconidae) é uma grande família de vespas parasitas, ou seja, de insetos voadores da ordem Hymenoptera, pertencente à superfamília Ichneumonoidea. São normalmente pequenas vespas que podem ser encontradas em quase qualquer ambiente natural fora dos polos gelados, geralmente mais vistas pousadas sobre a vegetação, na busca por seus hospedeiros. Apresentam grande diversidade de cores (normalmente pretas, marrons ou amarelo-alaranjadas) e de hábitos de vida, refletidos por sua grande diversidade de espécies e de hospedeiros.

## Morfologia e taxonomia
Caracterizam-se pelo seguinte conjunto de caracteres morfológicos: 
Na cabeça: mandíbulas geralmente bem desenvolvidas com dois dentes , raramente unidentadas ou com 3 a 7 dentes (exodontes); antenas normalmente com mais de 15 segmentos. Nas asas: asas anteriores sem a veia 2m-cu, mas com a veia Rs+M presente, de modo que as células 1M e 1R1 estão quase sempre separadas; asas posteriores com a veia 1r-m embaixo da bifurcação entre as veias R1 e Rs. No abdômen: tergitos metassomais 2 e 3 fusionados, de modo a aparecerem dois espiráculos no segundo tergito do metassoma. 
Algumas poucas espécies apresentam asas curtas ou ausentes.  Algumas linhagens deste grupo têm sido estudadas pela morfologia larval, principalmente do primeiro ínstar

## Diversidade
Esta família de vespas é uma das mais diversas conhecidas na Natureza, contando formalmente com cerca de 17 mil espécies conhecidas, além de muitas milhares estimadas (pelo menos umas 40 mil) ainda por serem descritas. As espécies estão agrupadas em 47 subfamílias, e mais de mil géneros. Existem estimativas de existam entre 30 e 50 mil espécies viventes, significando que ainda há muito o que ser descoberto neste táxon. No Brasil, estão atualmente catalogadas cerca de 1060 espécies, pertencentes a 231 gêneros.

A estabilidade taxonômica das subfamílias oscila a cada revisão dos grupos, e mesmo algumas já foram movidas de outras linhas como Ichneumonidae e mesmo Gasteruptiidae, e vice versa, ao longo das décadas passadas. A maioria dos autores consideram a existência de 30 subfamílias em Braconidae. 
- Adeliinae
- Agathidinae
- Alysiinae
- Amicrocentrinae
- Aphidiinae
- Apozyginae
- Betylobraconinae
- Blacinae
- Braconinae
- Cardiochilinae
- Cenocoeliinae
- Cheloninae
- Dirrhopinae
- Doryctinae
- Ecnomiinae
- Euphorinae
- Exothecinae
- Gnamptodontinae
- Helconinae
- Histeromerinae
- Homolobinae
- Hormiinae
- Ichneutinae
- Khoikhoiiinae
- Macrocentrinae
- Masoninae
- Mendesellinae
- Mesostoinae
- Meteorideinae
- Meteorinae
- Microgastrinae
- Microtypinae
- Miracinae
- Neoneurinae
- Opiinae
- Orgilinae
- Pselaphaninae
- Rhyssalinae
- Rogadinae
- Sigalphinae
- Telengaiinae
- Trachypetinae
- Vaepellinae
- Xiphozelinae
- Ypsistocerinae

## Biologia
São vespas de porte relativamente pequeno a médio (medindo de 1 a 30 mm, excluindo-se o ovipositor), com grande diversidade de formas, cores e tamanhos, refletido no número de espécies e da diversidade dos seus hábitos de vida. A grande maioria destas vespas são parasitoides que alimentam-se enquanto larvas dos estágios imaturos de outros insetos, mas algumas linhagens desenvolveram hábitos fitófagos de forma independente. Alguns destes grupos parasitoides atacam outras vespas ancestrais (do agrupamento "Symphyta"); muitas destas linhagens são de desenvolvimento "gregário", significando que os hospedeiros recebem muitos embriões parasitas dando origem a diversas vespas adultas. Hiperparasitismo é raro neste grupo. Geralmente, o desenvolvimento larval passa por 4 mudas de "pele", dando em cinco ínstares larvais até finalmente a pupação, ainda associada ou dentro do hospedeiro.
Por conta de seus hábitos de desenvolvimento parasíticos, discutidos mais a fundo na próxima sessão, muitas espécies são estudadas como agentes de Controle Biológico de espécies de outros insetos que são consideradas como pragas agrícolas. Também por conta de densidade e diversidade suas íntimas associações com invertebrados de diferentes nichos ecológicos, existem estudos acerca da sua utilização como indicadores ambientais de riqueza e saúde dos ecossistemas. 

## Parasitismo
A maioria dos Braconidae são parasitoides internos ou externos em outros insetos, especialmente das fases larvais de Coleoptera, Diptera e Lepidoptera (especialmente a Mariposa-Pandora). Algumas espécies podem também parasitar ordens de insetos hemimetábolos, como pulgões, percevejos (Heteroptera) , vespas serra ( agrupamento "Symphyta") ou Embiidina. O parasitismo de insetos adultos (em especial, Hemiptera e Coleoptera) é mais observado na subfamilia Euphorinae.
As espécies endoparasitoides muitas vezes apresentam elaboradas adaptações fisiológicas para favorecer a sobrevivência e desenvolvimento de suas larvas nos hospedeiros, tais como a incorporação hereditária de vírus endossimbiontes que, ao serem injetados com toxinas de veneno, atingem as defesas imunitárias de seu hospedeiro. Estes vírus suprimem o sistema imunológico e permitem que o parasitoide cresça dentro do hospedeiro.
Por conta de seus hábitos de vida parasitas de outros insetos, muitas espécies de Braconidae são estudadas ou aplicadas como agentes de Controle Biológico. Por exemplo, a vespa braconídea Cotesia glomerata é amplamente utilizada no controle de lagartas em plantações, sendo seu uso no Brasil no controle da broca da cana considerado como atualmente o maior programa de Controle Biológico do mundo. Outras espécies largamente estudadas incluem Cotesia flavipes, Diachasmimorpha longicaudata (no controle de moscas das frutas) e Bracon hebetor (no controle de traças de grãos armazenados).

Alguns membros de duas outras subfamílias (Mesostoinae e Doryctinae) são conhecidos por formar galhas em plantas.